# Envigado FC
Envigado FC is een Colombiaanse voetbalvereniging uit Envigado. De club werd opgericht in 1989 en komt uit in de hoogste divisie van het Colombiaanse voetbal. In 1991 was het de eerste club die wist te profiteren van de invoering van promotie en degradatie in het Colombiaanse voetbalsysteem en de club kwam tot 2006 uit op het hoogste niveau. Na degradatie in 2006 volgde in 2007 opnieuw promotie naar de hoogste divisie.

## Erelijst
- Categoría Primera B (2)

1991, 2007-II

## Stadion
Envigado Fútbol Club speelt zijn thuiswedstrijden in het Estadio Polideportivo Sur. Het stadion biedt plaats aan 12 000 toeschouwers en werd in 1992 in gebruik genomen. Doordat de club is gelegen nabij Medellín (Colombia), vlak bij de veel grotere clubs Atlético Nacional en Independiente Medellín, ontbreekt het de club aan een grote supportersschare. Slechts tegen deze clubs stroomt het stadion redelijk vol .

## (Ex-)spelers
- Jhon Durán
- Fredy Guarín
- James Rodríguez

Alianza Petrolera ·
América de Cali ·
Atlético Bucaramanga ·
Atlético Nacional · 
Atlético Huila ·
Boyacá Chicó ·
Deportes Tolima ·
Deportivo Cali ·
Deportivo Pasto ·
Deportivo Pereira ·
Envigado ·
Independiente Medellín · 
Jaguares de Córdoba · 
Junior ·
La Equidad ·
Millonarios ·
Once Caldas ·
Rionegro Águilas ·
Santa Fe · 
Unión Magdalena ·